# Popeni (gmina George Enescu)
Popeni – wieś w Rumunii, w okręgu Botoszany, w gminie George Enescu. W 2011 roku liczyła 497 mieszkańców.